# Международный вспомогательный язык
Международный вспомогательный язык (МВЯ) — язык, предназначенный для общения между людьми различных народов, говорящих на разных языках (обычно в качестве второго языка).
В качестве МВЯ могли выступать:
- естественные языки (древнеегипетский, арамейский, древнегреческий, латинский, современные официальные языки ООН, язык жестов североамериканских индейцев и другие)
- межъязыковые жаргоны (лингва франка и др.)
- искусственные МВЯ: глобальные (из которых наиболее успешным является эсперанто) или зональные (например межславянский и африхили).
- языки знаков: пиктограмм, идеограмм (блисс).